# Armenische Eishockeyliga 2009/10
Die Saison 2009/10 war die neunte Spielzeit der armenischen Eishockeyliga, der höchsten armenischen Eishockeyspielklasse. Meister wurde zum insgesamt fünften Mal in der Vereinsgeschichte Urartu Jerewan.